# 宣傳車
宣傳車是一種配有揚聲器、放大器、麥克風等公共廣播系統，用作宣傳的車輛，常用作政治宣傳、產品推廣和資源回收，用于大聲播放录音或音乐。台灣20世紀常見於推銷味精、肥皂、電影、秀場、房地產等，由沿街叫賣的三輪車發展而來。